# Mołdawia na Zimowych Igrzyskach Olimpijskich 2010
Mołdawia na Zimowych Igrzyskach Olimpijskich 2010 – występ narodowej reprezentacji Mołdawii na zimowych igrzyskach olimpijskich w Vancouver w 2010 roku.
W kadrze znalazło się siedmioro zawodników – pięciu mężczyzn i dwie kobiety. Wystąpili oni w dziesięciu konkurencjach olimpijskich w czterech dyscyplinach sportowych – biathlonie, biegach narciarskich, narciarstwie alpejskim i saneczkarstwie. Najlepszym rezultatem uzyskanym przez reprezentantów Mołdawii było 28. miejsce osiągnięte przez Christophe Roux w slalomie mężczyzn.
Był to piąty start reprezentacji Mołdawii na zimowych igrzyskach olimpijskich i dziewiąty start olimpijski, wliczając w to letnie występy.

## Tło startu

### Występy na poprzednich igrzyskach

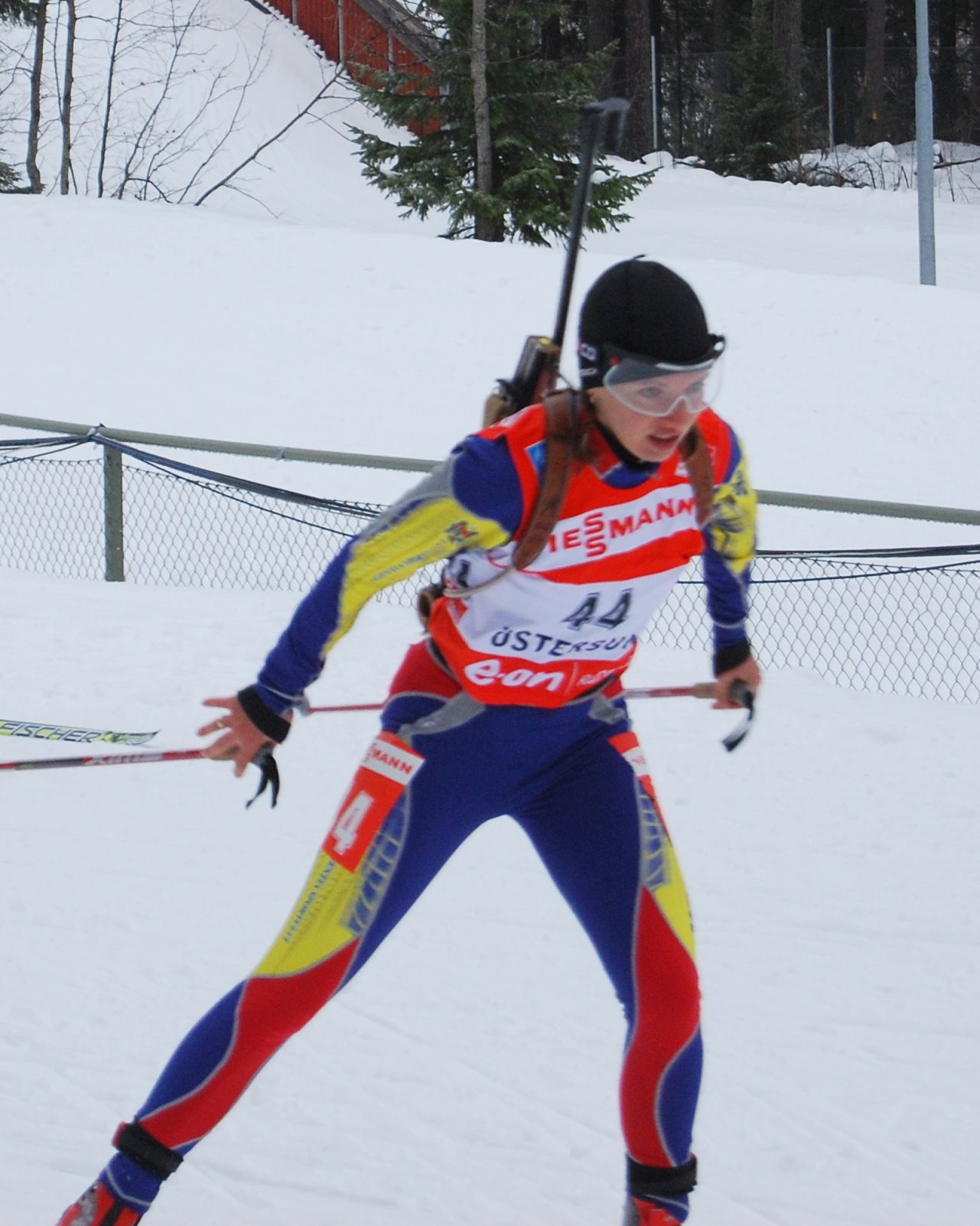
Natalia Lewczenkowa – reprezentantka Mołdawii w biathlonie

Reprezentacja Mołdawii zadebiutowała w igrzyskach olimpijskich w 1994 roku, podczas zimowych igrzysk w Lillehammer, wcześniej sportowcy z Mołdawii startowali w barwach Związku Socjalistycznych Republik Radzieckich i Wspólnoty Niepodległych Państw. Mołdawska reprezentacja w Lillehammer liczyła dwoje sportowców – jednego mężczyznę i jedną kobietę. Podczas kolejnego startu olimpijskiego, w 1996 roku na letnich igrzyskach w Atlancie reprezentanci Mołdawii zdobyli pierwsze medale olimpijskie dla swojego kraju – srebro w kajakarstwie wywalczyła dwójka Wiktor Rieniejski i Nicolae Juravschi, a brąz w zapasach – Serghei Mureico.
Reprezentanci Mołdawii startowali we wszystkich kolejnych igrzyskach olimpijskich – letnich i zimowych. Przed igrzyskami w Vancouver zdobyli łącznie pięć medali – dwa srebrne i trzy brązowe, wszystkie jednak w edycjach letnich. W igrzyskach zimowych przed 2010 rokiem uczestniczyli w trzech dyscyplinach sportowych – biathlonie, biegach narciarskich i saneczkarstwie. Najlepszym rezultatem w historii startów reprezentantów Mołdawii na zimowych igrzyskach olimpijskich i zarazem jedynym miejscem w czołowej dziesiątce rywalizacji była ósma pozycja Natalii Lewczenkowej w biathlonowym biegu indywidualnym na igrzyskach w Turynie w 2006 roku.

### Występy w sezonie przedolimpijskim
Reprezentanci Mołdawii, Christophe Roux i Urs Imboden, wzięli udział w rozegranych w lutym 2009 roku alpejskich mistrzostwach świata w Val d’Isère. Wystąpili w dwóch konkurencjach – w slalomie Imboden zajął dziewiąte miejsce, a Roux nie ukończył pierwszego przejazdu. W slalomie gigancie z mołdawskich reprezentantów wystąpił tylko Roux, który zajął w pierwszym przejeździe 36. miejsce i nie awansował do dalszej części rywalizacji.
W sezonie przedolimpijskim odbyły się mistrzostwa świata w biathlonie w Pjongczangu. W konkurencjach kobiet podczas tych zawodów wystąpiła Natalia Lewczenkowa – zajęła 8. miejsce w biegu pościgowym, 18. w biegu indywidualnym i 25. w biegu masowym. W zawodach mężczyzn wystąpił Victor Pînzaru i zajął 87. miejsce w biegu indywidualnym oraz 101. w sprincie.
W lutym 2009 roku rozegrano mistrzostwa świata w saneczkarstwie w Lake Placid. Nie wystąpił w nich Bogdan Macovei. Startował natomiast w tym sezonie w zawodach Pucharu Świata, zajmując 46. miejsce w klasyfikacji generalnej.
Również w lutym 2009 roku reprezentanci Mołdawii wzięli udział w mistrzostwach świata w narciarstwie klasycznym w Libercu. Kadrę mołdawskich sportowców stanowiło troje biegaczy narciarskich – Victor Pînzaru, Sergiu Balan i Alexandra Camenscic. Wszyscy oni wystąpili w sprincie (kobiet i mężczyzn) i odpadli w rundzie kwalifikacyjnej – Pînzaru zajął 84. miejsce, Camenscic była 85., a Balan uplasował się na 100. pozycji.

### Szanse medalowe
Przewodniczący Narodowego Komitetu Olimpijskiego Republiki Mołdawii, Nicolae Juravschi nie spodziewał się zdobycia medalu olimpijskiego przez żadnego z reprezentantów Mołdawii. Oczekiwał jednak, że Natalia Lewczenkowa lub Urs Imboden zajmą w zawodach olimpijskich miejsce w czołowej dziesiątce.

### Finansowanie
Narodowy Komitet Olimpijski Republiki Mołdawii przeznaczył na przygotowania olimpijczyków do igrzysk w Vancouver kwotę około 2 milionów lei mołdawskich. Ministerstwo Młodzieży i Sportu Republiki Mołdawii przewidziało nagrody finansowe dla zawodników, którzy podczas igrzysk w Vancouver zajęliby miejsce w czołowej szóstce zawodów. Kwoty zwolnione były z podatku i wynosiły odpowiednio: 50 000 euro za mistrzostwo olimpijskie, 30 000 euro za wicemistrzostwo olimpijskie, 15 000 euro za brązowy medal olimpijski, 10 000 euro za czwarte miejsce, 5000 euro za miejsce piąte i 3000 euro za szóste.
Sprzęt sportowy dla mołdawskich olimpijczyków ufundował rosyjski producent „Ultra”, będący oficjalnym sponsorem komitetu olimpijskiego.

### Prawa transmisyjne
Prawa do transmisji zimowych igrzyskach olimpijskich w Vancouver miał rumuński publiczny nadawca radiowo-telewizyjny, Televiziunea Română, będący członkiem Europejskiej Unii Nadawców. Realizował on transmisję na obszarze Rumunii, ale odbiór możliwy jest również w Mołdawii. Ponadto transmisje za pośrednictwem telewizji kablowej i satelitarnej oraz transmisje internetowe prowadziła stacja Eurosport.

### Delegacja olimpijska
Mołdawska delegacja olimpijska na igrzyska w Vancouver liczyła piętnaście osób – siedmioro sportowców, czterech trenerów, trzech szefów drużyn oraz szef misji olimpijskiej. Poza sportowcami w skład delegacji weszli m.in.: Petru Bria – trener biathlonu, trenerzy Valentin Ciumac i Vasile Bejenariu oraz Grigore Popovici – szef misji olimpijskiej. Delegacja wyleciała do Kanady w środę, 3 lutego 2010 roku.

## Skład reprezentacji
Spośród piętnastu dyscyplin sportowych, które Międzynarodowy Komitet Olimpijski włączył do kalendarza igrzysk, reprezentacja Mołdawii wzięła udział w czterech. W trzech z nich – biathlonie, biegach narciarskich i narciarstwie alpejskim – wystąpiło dwóch mołdawskich reprezentantów, natomiast w saneczkarstwie – jeden.
| Biathlon (2)              |                  |                                      |                                     |                                 |                           |                          |                     |        |
| Zawodnik                  | Data urodzenia   | Miejsca na ZIO 2006                  | Miejsca na ZIO 2006                 | Miejsca na ZIO 2006             | Miejsca na ZIO 2006       | Miejsca na ZIO 2006      | Miejsca na ZIO 2006 | Źródło |
| Zawodnik                  | Data urodzenia   | sprint                               | bieg pościgowy                      | bieg masowy                     | bieg indywidualny         | sztafeta                 | sztafeta            | Źródło |
| Natalia Lewczenkowa       | 30 lipca 1977    | 41                                   | 23                                  | 21                              | 8                         | –                        | –                   | [ 20 ] |
| Victor Pînzaru            | 11 lutego 1992   | –                                    | –                                   | –                               | –                         | –                        | –                   | [ 21 ] |
| Biegi narciarskie (2)     |                  |                                      |                                     |                                 |                           |                          |                     |        |
| Zawodnik                  | Data urodzenia   | Miejsca na ZIO 2006                  | Miejsca na ZIO 2006                 | Miejsca na ZIO 2006             | Miejsca na ZIO 2006       | Miejsca na ZIO 2006      | Miejsca na ZIO 2006 | Źródło |
| Zawodnik                  | Data urodzenia   | sprint indywidualny technika dowolna | sprint drużynowy technika klasyczna | indywidualny technika klasyczna | indywidualny bieg łączony | indywidualny bieg masowy | sztafeta            | Źródło |
| Alexandra Camenscic       | 28 sierpnia 1988 | –                                    | –                                   | –                               | –                         | –                        | –                   | [ 22 ] |
| Sergiu Balan              | 15 sierpnia 1987 | –                                    | –                                   | –                               | –                         | –                        | –                   | [ 23 ] |
| Narciarstwo alpejskie (2) |                  |                                      |                                     |                                 |                           |                          |                     |        |
| Zawodnik                  | Data urodzenia   | Miejsca na ZIO 2006                  | Miejsca na ZIO 2006                 | Miejsca na ZIO 2006             | Miejsca na ZIO 2006       | Miejsca na ZIO 2006      | Miejsca na ZIO 2006 | Źródło |
| Zawodnik                  | Data urodzenia   | zjazd                                | supergigant                         | slalom gigant                   | slalom                    | kombinacja               | kombinacja          | Źródło |
| Urs Imboden               | 7 stycznia 1975  | –                                    | –                                   | –                               | –                         | –                        | –                   | [ 24 ] |
| Christophe Roux           | 27 lipca 1983    | –                                    | –                                   | –                               | –                         | –                        | –                   | [ 25 ] |
| Saneczkarstwo (1)         |                  |                                      |                                     |                                 |                           |                          |                     |        |
| Zawodnik                  | Data urodzenia   | Miejsca na ZIO 2006                  | Miejsca na ZIO 2006                 | Miejsca na ZIO 2006             | Miejsca na ZIO 2006       | Miejsca na ZIO 2006      | Miejsca na ZIO 2006 | Źródło |
| Zawodnik                  | Data urodzenia   | jedynki                              | jedynki                             | jedynki                         | dwójki                    | dwójki                   | dwójki              | Źródło |
| Bogdan Macovei            | 28 stycznia 1983 | 30                                   | 30                                  | 30                              | –                         | –                        | –                   | [ 26 ] |

### Statystyki według dyscyplin
| Lp      | Dyscyplina            | Mężczyźni | Kobiety | Łącznie |
| ------- | --------------------- | --------- | ------- | ------- |
| 1       | Biathlon              | 1         | 1       | 2       |
| 2       | Biegi narciarskie     | 1         | 1       | 2       |
| 3       | Narciarstwo alpejskie | 2         | –       | 2       |
| 4       | Saneczkarstwo         | 1         | –       | 1       |
| Łącznie | Łącznie               | 5         | 2       | 7       |

## Udział w ceremoniach otwarcia i zamknięcia igrzysk

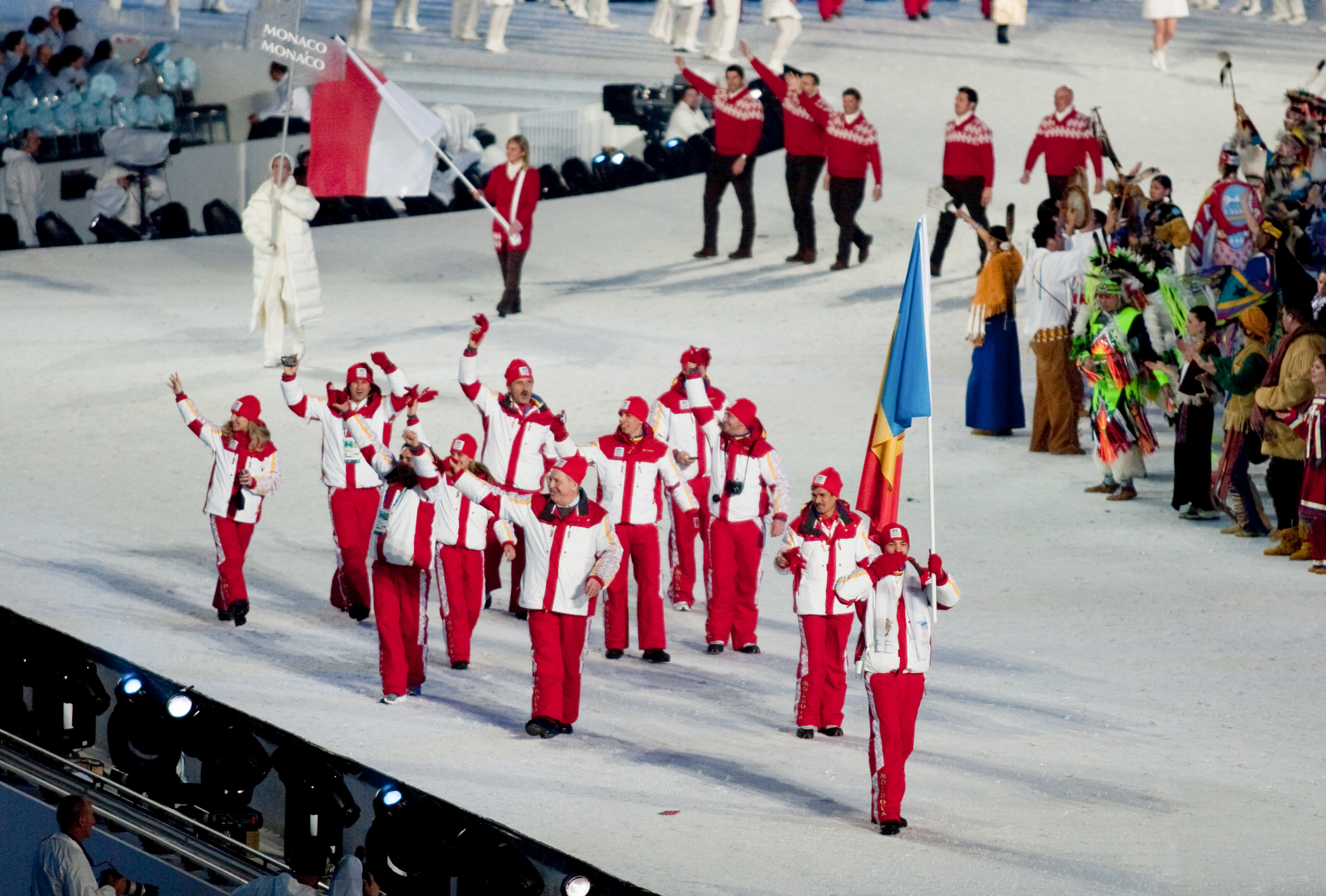
Reprezentacja Mołdawii podczas ceremonii otwarcia igrzysk olimpijskich w Vancouver

Rolę chorążego reprezentacji Mołdawii podczas ceremonii otwarcia zimowych igrzysk olimpijskich w Vancouver, przeprowadzonej 12 lutego 2010 roku w hali BC Place Stadium, pełnił biathlonista Victor Pînzaru. Reprezentacja Mołdawii weszła na stadion olimpijski jako 53. w kolejności – pomiędzy ekipami z Meksyku i Monako. Pînzaru był również chorążym reprezentacji Mołdawii podczas ceremonii zamknięcia, zorganizowanej 28 lutego 2010 roku.

## Wyniki

### Biathlon
Zawody olimpijskie w biathlonie na igrzyskach w Vancouver przeprowadzono w dniach 13–26 lutego 2010 roku w Whistler. Mołdawską kadrę stanowiło dwoje zawodników – Victor Pînzaru i Natalia Lewczenkowa, którzy wystąpili w pięciu konkurencjach rozegranych od 13 do 18 lutego.
Pierwszym występem był udział Lewczenkowej w sprincie kobiet, w którym zajęła ona 53. miejsce w gronie 88 zawodniczek. W sprincie mężczyzn, przeprowadzonym dzień po zmaganiach kobiet, Victor Pînzaru był 70. wśród 87 sklasyfikowanych zawodników. 16 lutego Lewczenkowa wystartowała w biegu pościgowym i została w nim sklasyfikowana na 56. miejscu – wyprzedziła jedynie Łotyszkę Gerdę Krūmiņę oraz zawodniczki, które nie ukończyły biegu. Reprezentanci Mołdawii wystąpili jeszcze w biegach indywidualnych – w biegu kobiet Lewczenkowa była 37. na 86 sklasyfikowanych zawodniczek, a w biegu mężczyzn Pînzaru zanotował 85. miejsce i wyprzedził trzech rywali.
| Konkurencja                        | Zawodnik            | Wynik   | Wynik   | Miejsce |
| Konkurencja                        | Zawodnik            | Czas    | Pudła   | Miejsce |
| ---------------------------------- | ------------------- | ------- | ------- | ------- |
| Sprint kobiet – 7,5 km             | Natalia Lewczenkowa | 22:18,2 | 1+1     | 53.     |
| Sprint mężczyzn – 10 km            | Victor Pînzaru      | 27:52,6 | 1+0     | 70.     |
| Bieg pościgowy kobiet – 10 km      | Natalia Lewczenkowa | 37:38,5 | 1+0+0+3 | 56.     |
| Bieg indywidualny kobiet – 15 km   | Natalia Lewczenkowa | 44:34,9 | 0+1+1+0 | 37.     |
| Bieg indywidualny mężczyzn – 20 km | Victor Pînzaru      | 58:42,6 | 0+1+0+2 | 85.     |

### Biegi narciarskie
Konkurencje biegowe na igrzyskach w Vancouver rozegrane zostały między 15 a 28 lutego 2010 roku w Whistler. Reprezentanci Mołdawii zaprezentowali się w biegach indywidualnych techniką dowolną (10 km kobiet i 15 km mężczyzn), które odbyły się 15 lutego.
W mołdawskiej kadrze znaleźli się Alexandra Camenscic i Sergiu Balan. Camenscic zajęła 70. miejsce w stawce 77 sklasyfikowanych zawodniczek, do zwyciężczyni biegu – Charlotte Kalli – straciła ponad 6 minut. Balan był natomiast 86. w gronie 95 sklasyfikowanych biegaczy, tracąc ponad 8,5 minuty do mistrza olimpijskiego – Dario Cologni.
| Konkurencja                                         | Zawodnik            | Czas    | Miejsce |
| --------------------------------------------------- | ------------------- | ------- | ------- |
| Bieg indywidualny kobiet – 10 km techniką dowolną   | Alexandra Camenscic | 31:01,0 | 70.     |
| Bieg indywidualny mężczyzn – 15 km techniką dowolną | Sergiu Balan        | 42:12,1 | 86.     |

### Narciarstwo alpejskie

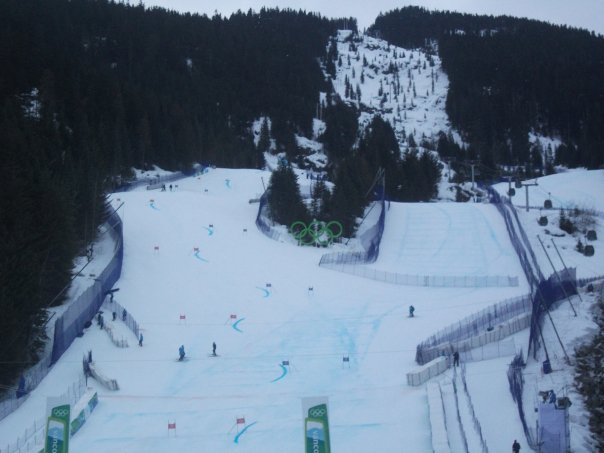
Whistler Creekside – arena zmagań narciarzy alpejskich podczas igrzysk olimpijskich w Vancouver

Rywalizacja olimpijska w narciarstwie alpejskim na igrzyskach w Vancouver odbyła się w dniach 15–27 lutego 2010 w Whistler Creekside. Reprezentację Mołdawii stanowiło dwóch zawodników szwajcarskiego pochodzenia – Christophe Roux i Urs Imboden. Roux zaprezentował się w dwóch konkurencjach, a Imboden w jednej. Dla Imbodena był to już drugi występ olimpijski – osiem lat wcześniej w Salt Lake City zajął piąte miejsce w slalomie, reprezentując jeszcze barwy Szwajcarii. Występ mołdawskich alpejczyków w Vancouver był debiutem reprezentacji Mołdawii w narciarstwie alpejskim na zimowych igrzyskach olimpijskich.
Pierwszą konkurencją alpejską na igrzyskach w Vancouver, w której wziął udział reprezentant Mołdawii, był slalom gigant mężczyzn, rozegrany 23 lutego. W rywalizacji uczestniczył Christophe Roux. W pierwszym przejeździe uzyskał 51. czas w gronie 89 sklasyfikowanych zawodników, w drugim był 41. na 81 zawodników. Łącznie dało mu to 45. miejsce ze stratą 5,43 s do mistrza olimpijskiego, Szwajcara Carlo Janki. Obaj reprezentanci Mołdawii – Roux i Imboden – wzięli udział w zorganizowanych trzy dni później zawodach w slalomie. Imboden nie ukończył pierwszego przejazdu – z powodu gęstej mgły wycofał się z rywalizacji po przejechaniu ok. 100 m, w efekcie nie został sklasyfikowany. Z kolei Roux w pierwszym przejeździe uzyskał 35. czas w gronie 54 sklasyfikowanych narciarzy, a w drugim był 28., pokonując 20 rywali. W łącznej klasyfikacji zajął 28. miejsce. Do złotego medalisty, Włocha Giuliano Razzoliego, stracił 6,43 s. Osiągnięte przez Roux miejsce w slalomie było najlepszym rezultatem uzyskanym przez reprezentację Mołdawii na igrzyskach w Vancouver.
| Konkurencja            | Zawodnik        | Przejazd 1 | Przejazd 1 | Przejazd 2 | Przejazd 2 | Łącznie | Łącznie |
| Konkurencja            | Zawodnik        | Czas       | Miejsce    | Czas       | Miejsce    | Czas    | Miejsce |
| ---------------------- | --------------- | ---------- | ---------- | ---------- | ---------- | ------- | ------- |
| Slalom mężczyzn        | Urs Imboden     | DNF        | DNF        | DNS        | DNS        | DNF     | DNF1    |
| Slalom mężczyzn        | Christophe Roux | 51,90      | 35.        | 53,85      | 28.        | 1:45,75 | 28.     |
| Slalom gigant mężczyzn | Christophe Roux | 1:22,70    | 51.        | 1:24,42    | 41.        | 2:47,12 | 45.     |

### Saneczkarstwo

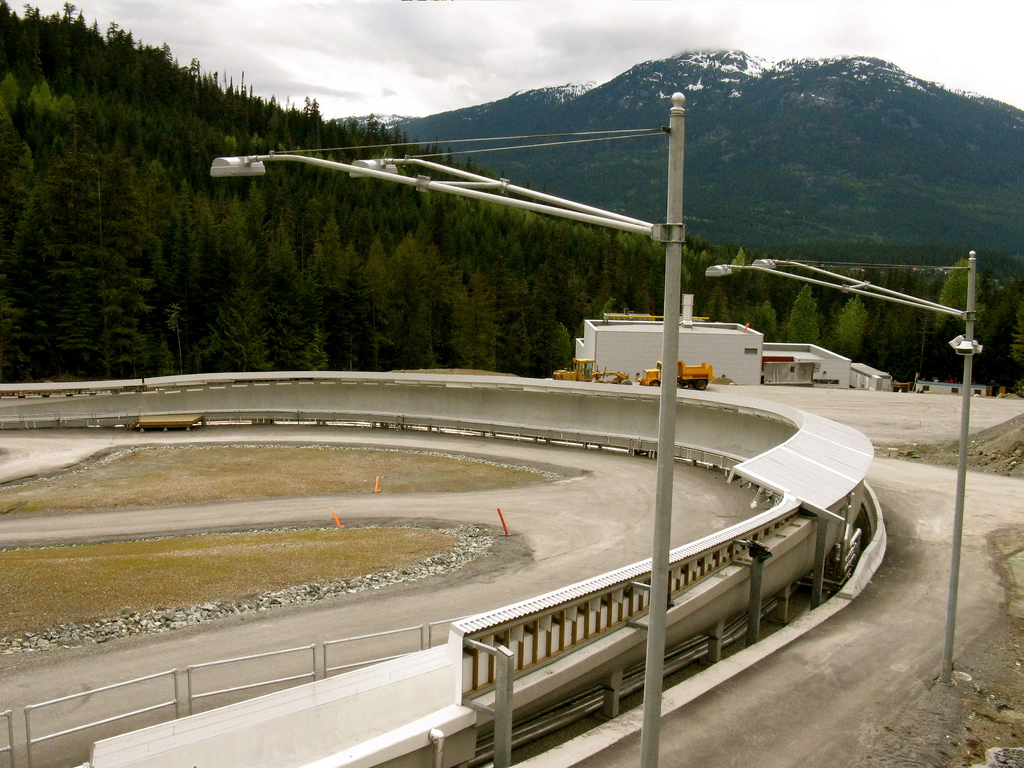
Whistler Sliding Centre – tor bobslejowo-saneczkowy, arena zmagań podczas igrzysk olimpijskich w Vancouver

Konkurencje saneczkarskie na igrzyskach w Vancouver rozegrano w dniach 13–17 lutego 2010 roku na torze Whistler Sliding Centre. W zawodach wystąpił jeden reprezentant Mołdawii – Bogdan Macovei, który zaprezentował się w jedynkach mężczyzn. Dla zawodnika był to drugi start olimpijski w karierze – cztery lata wcześniej w Turynie zajął 30. miejsce.
Jedynki mężczyzn przeprowadzono 13 i 14 lutego – po dwa ślizgi w każdym dniu. W poszczególnych ślizgach Macovei zajmował kolejno: 35., 32., 33. i 33. miejsce, co dało mu 33. lokatę w łącznej klasyfikacji zawodów ze stratą 8,269 s do mistrza olimpijskiego, Niemca Felixa Locha. Najlepszy czas Macovei uzyskał w drugim ślizgu, pokonując trasę w 50,175 s. W końcowej klasyfikacji reprezentant Mołdawii wyprzedził pięciu zawodników.
| Konkurencja      | Zawodnik       | Ślizg 1 | Ślizg 1 | Ślizg 2 | Ślizg 2 | Ślizg 3 | Ślizg 3 | Ślizg 4 | Ślizg 4 | Łącznie  | Łącznie |
| Konkurencja      | Zawodnik       | Czas    | Miejsce | Czas    | Miejsce | Czas    | Miejsce | Czas    | Miejsce | Czas     | Miejsce |
| ---------------- | -------------- | ------- | ------- | ------- | ------- | ------- | ------- | ------- | ------- | -------- | ------- |
| Jedynki mężczyzn | Bogdan Macovei | 50,425  | 35.     | 50,175  | 32.     | 50,423  | 33.     | 50,331  | 33.     | 3:21,354 | 33.     |

## Po igrzyskach
Mołdawscy olimpijczycy powrócili do kraju 5 marca 2010 roku.
W mołdawskiej kadrze olimpijskiej znalazło się czworo naturalizowanych Mołdawian – Christophe Roux i Urs Imboden (z pochodzenia Szwajcarzy), Natalia Lewczenkowa (z pochodzenia Rosjanka) i Bogdan Macovei (z pochodzenia Rumun). Po zakończeniu igrzysk komitet olimpijski zastanawiał się nad tym, czy nie należy zakończyć procesu naturalizacji zagranicznych sportowców i dołączania ich do reprezentacji Mołdawii. Mimo to, niedługo później – w kwietniu 2010 roku – komitet ogłosił, że Lewczenkowa będzie reprezentowała Mołdawię również podczas kolejnych zimowych igrzysk olimpijskich, w 2014 roku w Soczi.